# Császári és Királyi 11. Székely Határőr Huszárezred
Az 11. "Székely Határőr" Huszárezred a Habsburg Birodalom haderejének részét képező lovasságnak volt a huszárezrede. Az 1867-es Kiegyezést követően az úgynevezett Közös Hadsereg egysége volt, mely katonai alakulatként tevékenykedett az Osztrák–Magyar Monarchia 1918-as felbomlásáig.
Az ezredet 1762-ben állították fel és 1769-ben kapta az össz lovasságra vonatkozó 47. Lovassági Ezred megnevezést.

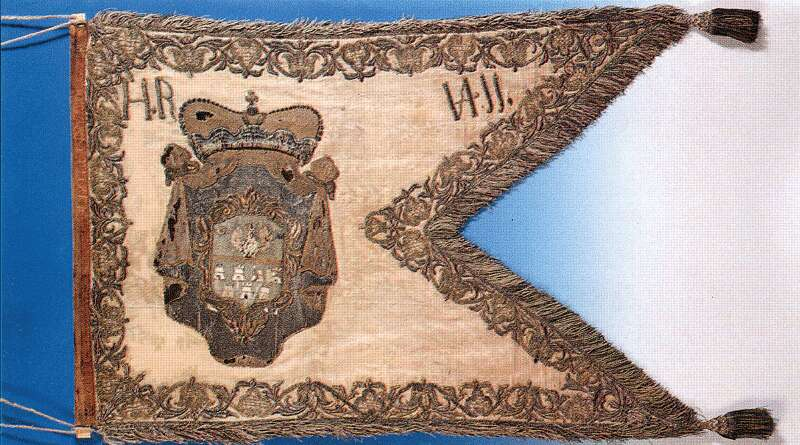
A 11. Székely Határőr huszárezred zászlaja, 1765 körül

Az 1798-as rendszer bevezetésével hivatalosan csak a sorszámot lehetett használni, de a gyakorlatban vegyesen használták a sorszámot az ezredtulajdonosi névvel történő megnevezést is.
1915-ben az összes ezred nevét megszüntették. Ezután az alakulat Császári és Királyi 11. Huszárezred néven szolgált. Ezt a gyakorlatban nem tudták kivitelezni, mivel a háború miatt bevezetett költségcsökkentés nem tette lehetővé új nyomtatványok és pecsétek készítését.

## Története
A Székely Határőr Huszárezredet Mária Terézia magyar királynő állította fel 1762-ben, mint „Erdélyi székely határőr-huszárezred”-et (Székler Grenz-Husaren-Regiment). Az ezrednél meg ez évben megalakult 8 lovas század (2-2 egy escadront képezett) és azoknak tiszti kara. A huszárezred 1762 késő őszére már bevetésképes volt. A csapatzászlót 1762 decemberében kapták meg.
1769-ben a lovasezredeket megszámozták, az ezred neve 11. Székely Határőrző Huszárezred volt.
Bajor örökösödési háború
A székely huszárok először gróf Benyovszky Móric ezredes parancsnoksága alatt 1778-79-ben a bajor örökösödési háborúban tüntették ki magukat.
Osztrák–török háború (1787–91)
1788-ban az ezred a tatárokkal és janicsárokkal vívott számos ütközetben vett részt és az ellenség visszaszorításában nagy érdemeket szerzett. II. József pénzzel jutalmazta a székely huszárokat. A döntő ütközetre 1788. augusztus 12-én került sor, ahol a huszárok és gyalogosok közül 323-an haltak hősi halált.
1789. augusztus 26-án a törökök a törcsvári szorosban három órás harc után, gróf Gyulai Albert kapitány százada visszavetette az ellenséget és mindaddig feltartóztatta, amíg a gyalogság ismét harcra készen el nem helyezkedhetett a szorosban. Gyulai kapitány sebesülése dacára többször rajtaütött az ellenségen, ez által megmentette az ágyúkat. E tettéért Gyulai kapitányt a Katonai Mária Terézia-rend lovagkeresztjével tüntették ki. Rajta kívül még Vajna Gábor részesült e kitüntetésben. A tisztek és legénység pedig, akik részt vettek az ütközetben, egy hónapi fizetésüket kapták ráadásul.
Szeptember 22-én Mărtineşti közelében nagy erőket felvonultató összecsapásra került sor. A csata után Coburg herceg II. Józsefnek küldött levelében ez áll: ,,nem tudom eléggé dicsérni Lajos alezredest és székely huszár osztályát”.
Koalíciós háborúk
A székely huszárok harci erejének igazi megmérettetését a hosszú francia háború jelentette. A székelyföldi határőrezredek már 1793. tavaszán csatlakoztak a reguláris csapatokhoz. Az 1793-as harcokban való részvételért Szalló őrmestert Arany Vitézségi Éremmel tüntették ki, Konrád István őrmester, Gáspár Dániel, Vásárhelyi József és Kováts Ádám pedig Ezüst Vitézségi Éremben részesült.
1795-ben Heidelbergnél Dániel alezredes megállította a francia lovasság felderítő alakulatait. Az ellenség még azzal sem dicsekedhetett. Sajnos ez évben a huszárezred veszteségeket is szenvedett, 130 halottja és sebesültje volt.
1796-ban az ezred Oggersheimnél megfutamított egy ellenséges zászlóaljat és ismételt ellentámadásokkal megállította ellenség előrenyomulását. Dániel alezredes osztálya bevette Nürnberg városát és ez által megmentette a harácsolástól és gyújtogatástól. November 18-án súlyos veszteség érte az ezredet. Meghalt Borra József ezredes.
1799-ben az ezred hónapokig teljes előőrsi szolgálatot teljesített a Rajna mellett.
Az 1801-1805 közötti időszak harci cselekmények nélkül telt el. Az 1805-ben az ezred Paltenbrunnál megütközött egy 2000 főt és 4 ágyút számláló ellenséggel.. A súlyosan sebesült báró Geringer ezredes életét három huszár mentette meg.
1809-ben a székely huszárokat Lengyelországba vezényelték. Május elején a székely huszárok elfoglalták a Napóleonnal szövetkezett Lengyelország fővárosát, Varsót. Harcoltak Lembergnél s Tarnopolnál.
Felszabadító háborúk
1813. elején az ezred Kelet-Galíciában biztosító műveletekben vett részt. Júliusban három osztály az osztrák-bajor határra települt át, hogy a bajorok betörése ellen biztosítsák az Habsburg Birodalmat. Október 31-én a hanaui utcai harcokban is részt vett az ezred. 1813. december 24. súlyos vereséget szenvedtek; 42-en haltak meg a Saint Croix-nál folyó ütközetben.
1814. elején átlépték a francia határt, és április 1-én bevonultak Párizsba. Június 3-án vonták ki az ezredet Franciaországból. Az út hosszú volt, és 1815 novemberében érkeztek Magyarországra.
A huszárezred a törökök és franciák elleni háborúban mintegy kétszáz ütközetben vett részt, több mint ezer halottja és sebesültje volt.
1848–49-es forradalom és szabadságharc
1848. tavaszán a huszárezredek harmada, négy ezred (1., 2., 3., valamint a 11. huszárezred) állomásozott csak Magyarországon. Az ezred kettészakadt: két román legénységű százada a császári, a maradék hat század magyar oldalon harcolt.
A román századokat leszámítva a huszárezred részt vett az 1848-49-es szabadságharcban. A tisztek több mint fele végig szolgálta a szabadságharcot és az erdélyi hadsereg jelentős beosztásait ők töltötték be.
Egy osztály már 1848 augusztusában a hadszíntérre került. A Bácskában harcolt a szerb felkelők ellen november elejéig. Erdélybe csak decemberében kerültek vissza Bem hadtestéhez. Kiss Sándor őrnagy vezénylete alatt valamennyi jelentős ütközetben részt vettek Erdély teljes felszabadításáig.
Az erdélyi határőrvidék megszűnése, átalakítás
1850. január 21-én megszűnt az erdélyi határőrvidék és az erdélyi székely határőr huszárezred 89 éves fennállása után 11. huszárezreddé alakult át.
Szárd–francia–osztrák háború

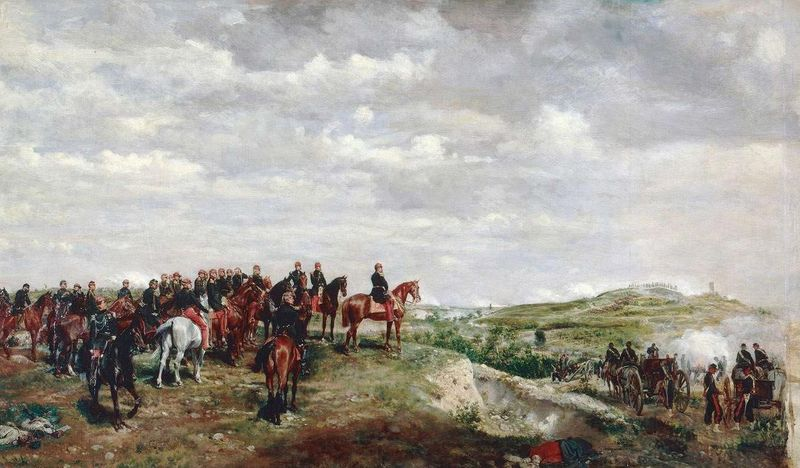
Festmény a szardíniai háborúról

1859 áprilisában az ezred Veronába vonult. Miután megkötötték a békeszerződést az ezred Cillin át új helyőrségébe, a Lajta menti Bruckba menetelt. Majd 1860-ban Klagenfurtba helyezték át, azután pedig 1864-ben Pordenonéba, Észak-Olaszországba került.
Porosz–osztrák–olasz háború
1866-ban az ezred a Déli Hadsereghez beosztva Vicezába került. A  11. huszárezred Bujanovics lovasdandár kötelékébe került, amelynek parancsnoka maga aggteleki Bujanovics Ágost ezredes volt. A huszárok részt vettek a custozzai csatában is.
A 11. huszárezred legkimagaslóbb teljesítményét viszont a versai csata során mutatta be. A csata napján hajnali 3 órától a késő esteli órákig a lovakat itatni, etetni és nyergelni nem tudták, a huszárok pedig étlen-szomjan verekedtek ezen a forró júniusi napon. Az ezred egyes kisebb osztagai, az előző napok terhes portyázó szolgálata miatt, közel 40 óráig voltak szolgálatban, éjjel és nappal egyhuzamban, s amikor a csata hevében újból és újból rohamra került a sor.
Az ellenséggel való összecsapás hevében ugyanis Bujanovics ezredes Krisztiány hadnaggyal és 30 huszárral megrohanta az olaszok egy ütegét, amelyet a gyalogság is fedezett. Rohamuk azonban a rájuk irányított ellenséges tűzben összeomlott. Bujanovics maga is igen súlyosan megsebesült, lovát pedig kilőtték alóla. A huszárok közül csak Krisztiány hadnagy és egy huszár tudott behatolni az ellenséges üteg ágyúi közé, és lefegyverezték az olasz csapatokat. Ekkor az olaszok Krisztiányt le akarták szúrni, de a közelben tartózkodó Bixio olasz tábornok odarohant, megmentette a vitéz magyar huszártiszt életét és kardját ezekkel a szavakkal adta vissza neki: „Vegye vissza a kardját, mert megérdemli, hogy tovább viselje.” Bujanovics ezredest I. Ferenc József, Albrecht főherceg javaslatára tábornokká léptette elő Bujanovics ezredest. A versai hídért vívott harcokban tanúsított hősies magatartásuk miatt az ezred 18 tisztje, 18 altisztje és 15 huszárja kapott kitüntetést.
A versai csata emlékére az ezred tiszti kara megalapította a Versai-alapítványt és minden év július 26-át, mint ezred-emléknapot mindig megünnepelte.
A békekötés után az ezred Brandeisba került, innen 1869-ben Saazba, 1878-ban Győrbe, 1884-ben Bécsbe, 1889-ben Szombathelyre.
Boldog békeidők
A Porosz–osztrák–olasz háborút követően beköszöntött egy több évtizedes béke korszaka.
Az ezred legénységét 1898. óta Vas és Zala megyéből sorozták.
1889-ben Szombathely városában díszes ünnepség keretében átadásra került az Osztrák–Magyar Monarchia egyik legkorszerűbb laktanyája, amit I. Ferenc Józsefről nevezték el és október 22-én, a 11. huszárezred tulajdonosa, Josef Windischgrätz, illetve Frigyes főherceg jelenlétében avatta fel. A huszárok 1912. tavaszáig, Galíciába helyezésükig maradtak a városban.
A szombathelyi 11. huszárezred I. Ferdinánd bolgár fejedelem személyében új tulajdonost kapott, aki ifjúkorában pár esztendeig az ezrednél szolgált. Kinevezése után 1908 szeptemberében meg is látogatta ezredét, s két napot (szeptember 24-25.) Szombathelyen töltött.
Az ezredet 1912-ben Łańcutba helyezték át, de az ezredtörzs és a sorozó bizottság itt maradt egészen az ezred felszámolásáig (ami 1918 novemberében következett be).
Első világháború
A huszárezred eleinte ezred kötelékben harcolt, majd hadosztály közvetlen huszárosztályként felosztva. A háború vége felé gyalogosként vetették be az ezredet. Majd 1918-ban a felszámolták a győztes hatalmak nyomására.

## Megszüntetése
1918 őszén az Osztrák-Magyar Monarchia felbomlását követően Magyarország kikiáltotta függetlenségét. A frontokon harcoló alakulatokat hazaszállították és a fegyverszüneti egyezmény értelmében felszámolták őket. Ez a sors jutott a nagy múltú Székely Határőr Huszárezred számára is. A hivatalos források szerint viszont a Császári és Királyi Hadügyminisztérium alá tartozott és mivel Magyarország függetlenné vált, nem hívhatta volna haza a többnyire magyar sorállománnyal rendelkező ezredet, hogy megszüntethesse. Ezt csakis a K.u.K. Hadügyminisztérium tehette volna meg. Nem tudni pontosan, hogy ez valaha meg is történt-e.
1919-ben a megalakuló nemzeti hadseregben egy 11. huszárszázad is részt vett. Ezt Keszthelyre helyezték és 1921-ben megszűnt.

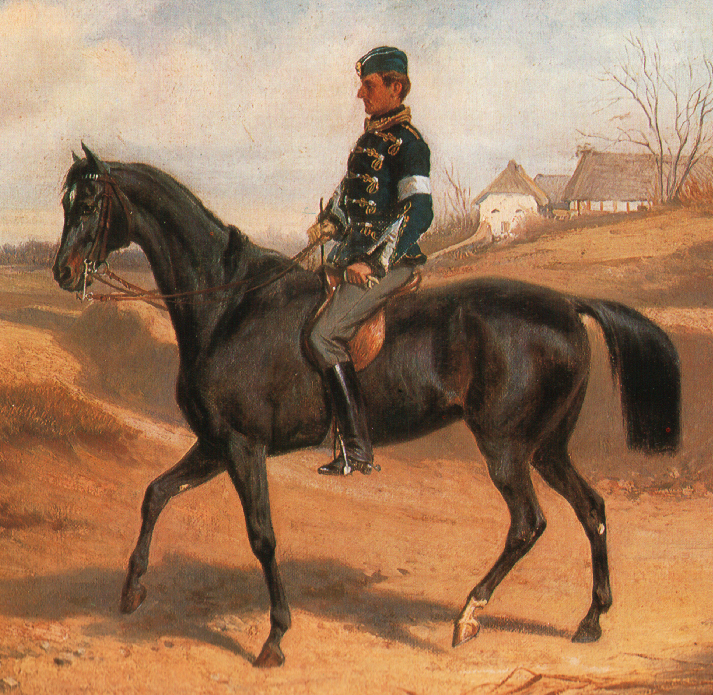
gróf Pejacsevich ezredes 1864-ben

### Hadkiegészítő körzetek
Az ezredet a következő területekről egészítették ki:
- 1762-től a székelyek által lakott megyékből töltötték fel: Csík vármegye, Háromszék vármegye, Torda-Aranyos vármegye, illetve Hunyad vármegye
- 1770-ben a havasalföldi dragonyos ezred körzetével megnövelték a területet
- 1853 Nagykikinda
- 1857-1860 Temesvár
- 1860-1867 Szeged
- 1867-1873 Szatmárnémeti és Nyíregyháza
- 1873-1883 Losonc és Esztergom
- 1883-1889 Komárom, Esztergom, Pozsony, ezt követően a pozsonyi V. hadtest katonai kerületéből

## Békehelyőrségek
Erdélyi határőr huszárezredként: 
- 1762-1851 Sepsiszentgyörgy

Sorezredként:
- 1851 Gródek
- 1852 Zolkiew
- 1854–1859 Tarnopol
- 1859 Bruck an der Leitha
- 1860 Klagenfurt
- 1863 Udine és Pordenone
- 1866 Vicenza, és Brandeis
- 1869 Saaz
- 1878 Győr
- 1884 Bécs
- 1889 Szombathely
- 1914 Törzs, I. osztály: Landshut (Galícia) – II. osztály: Przemyśl

## Ezred tulajdonos
- 1762–1851 erdélyi székely határőr huszárezredként tulajdonos nélkül (Székely határőr huszárezred)
- 1850 Alexander Friedrich Karl von Württemberg altábornagy
- 1885–87 betöltetlen
- 1887 herceg Joseph zu Windischgrätz altábornagy
- 1908 I. Ferdinánd bolgár cár

## 1914. júliusi alárendeltségi állapot

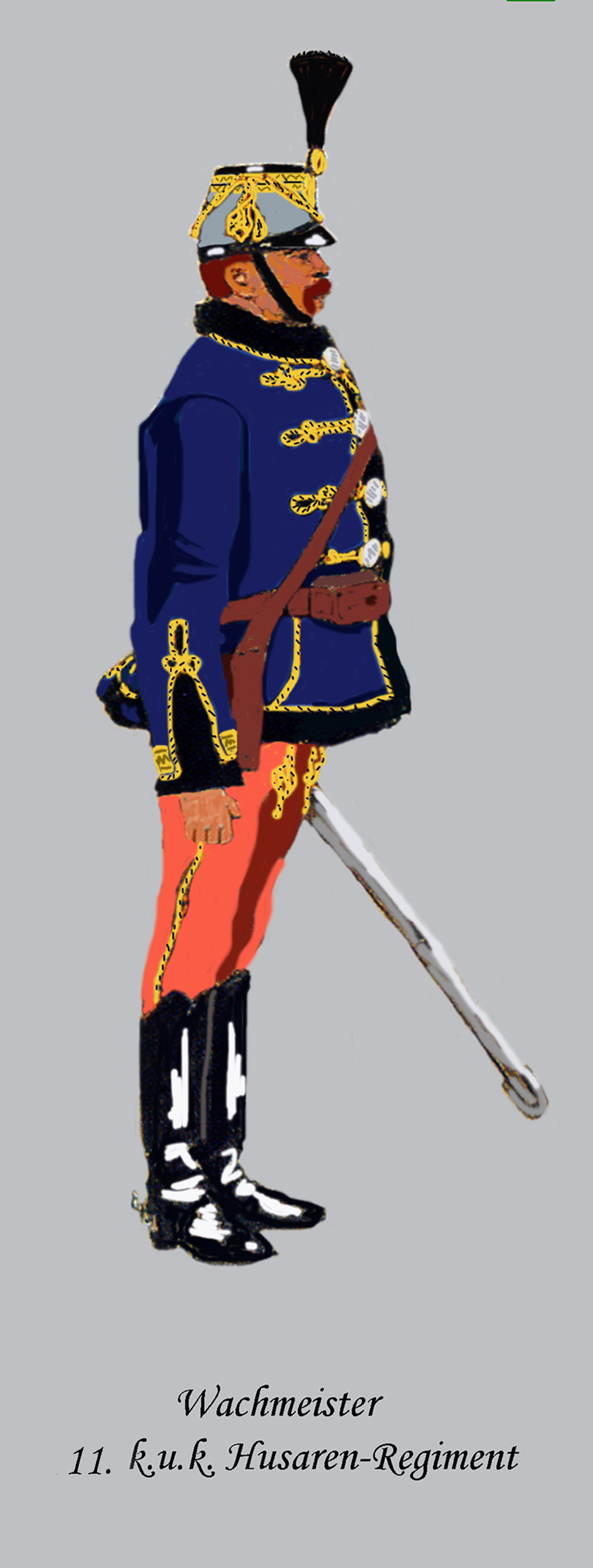
A 11. Huszárezred ezred őrmestere téli öltözetben

IV. Hadtest – 6. Lovassági Hadosztály – 14. Lovasdandár
Nemzetiség: 96% magyar – 4% egyéb
Ezredparancsnok: bunyai Szívó Sándor ezredes
Ezredvezénylő nyelv: magyar
Egyenruha: sötétkék atilla fehér gombokkal és hamuszürke csákó takaróval

## Szervezete
A XVIII. századi folyamatos hadseregreformok során a lovasságnál az ezredeket négy osztályra, ezen belül nyolc svadronra tagolták. Kialakítottak egy tartalék svadront is 186 fővel, elsősorban az újoncok kiképzésére. Az addigi 2 század = lovassági szervezést felváltotta az immár 2 svadron = divízió szervezés. Vagyis a lovasságnál eltüntették az addig a gyalogságtól átvett kompánia (század) megnevezést és a lovassági század svadron nevet nyert, míg az addigi kétszázadnyi harcászati egység, a svadron új megnevezése divízió (osztály) lett. Szabályozták az ezredlétszámokat, a zászlók alakját, az egyenruha formáját, de a szín ezredről ezredre változott. A fegyverzet továbbra is kard, két pár pisztoly, később rövid karabély. A vezényleti nyelv német maradt, de a nem magyar származású ezredtulajdonosok, illetve ezredparancsnokok döntő többsége – tekintettel, hogy huszárjaikkal magyarul tudjanak beszélni – megtanulták a nyelvet, ha törve is, de megértették magukat.
1860-tól az ezred 2 osztályból állt, ami továbbá három-három századból. Így került bevetésre az első világháborúban.
Az egyes osztályokat a vezetőjükről nevezték el:
- az 1. osztály volt az ezredesi-osztály
- a 2. osztály volt az alezredesi-osztály
- a 3. osztály volt az 1. őrnagyi-osztály
- a 3. osztály volt a 2. őrnagyi-osztály

1798-ig az ezredeket tulajdonosuk neve szerint hívták, akiknek ténylegesen vezetniük is kellett az alakulataikat. Minden tulajdonos váltással az ezred új nevet kapott. 1798-at követően hivatalosan csak számozással illették az alakulatokat, de bizonyos esetben, illetve beszédben az éppen aktuális ezred tulajdonos nevén nevezték.
Pont ezek miatt az állandó átnevezések kapcsán nehezen követhető az osztrák-magyar huszárezredek története.

## Fordítás
- Ez a szócikk részben vagy egészben az k.u.k. Husarenregiment „Ferdinand I. König der Bulgaren“ Nr. 11 című német Wikipédia-szócikk ezen változatának fordításán alapul.  Az eredeti cikk szerkesztőit annak laptörténete sorolja fel. Ez a jelzés csupán a megfogalmazás eredetét és a szerzői jogokat jelzi, nem szolgál a cikkben szereplő információk forrásmegjelöléseként.